# Du verbe aimer
Du verbe aimer (en castellà Del verbo amar) és una pel·lícula belga-peruana de documental autobiogràfic escrita i dirigida per Mary Jimenez i estrenada el 1984.

## Argument
Ho havia fet tot per guanyar-se l'amor de la seva mare. Ella havia estat la primera a l'escola, i havia après a dibuixar, tocar música, convertir-se en arquitecta. Ho havia fet tot per convertir-se en la imatge del desig de la seva mare. Tot fins a convertir-se en una altra persona que no sigui ella mateixa, fins a una residència d'avis, electroshocks, fins a entendre que no hi hauria salvació, per a ella, en aquesta conformació infinita del seu ésser. Esdevenir l'objecte del desig de l'altre. Un dia, per primera vegada, va decidir seguir els seus propis desitjos, abandonar l'arquitectura i venir a Europa a estudiar cinema. Està convençuda, quan veu les seves pel·lícules, que la seva mare la tornarà a estimar. Però un dia abans del rodatge de la seva pel·lícula, la seva mare va morir en un accident.

## Recepció
Fou exhibida a la secció Forum del 35è Festival Internacional de Cinema de Berlín i a la secció "Nous Realitzadors" del Festival Internacional de Cinema de Sant Sebastià 1984.